# Anastasija Koženkova
Anastasija Mikolaïvna Koženkova (in ucraino Анастасія Коженкова?; Kovel', 19 gennaio 1986) è una canottiera ucraina.

## Palmarès

### Olimpiadi
- 1 medaglia:
  - 1 oro (Londra 2012 nel quattro di coppia)

### Mondiali
- 2 medaglie:
  - 1 oro (Poznań 2009 nel quattro di coppia)
  - 1 argento (Karapiro 2010 nel quattro di coppia)

### Europei
- 5 medaglie:
  - 4 ori (Maratona 2008 nel due di coppia; Brest 2009 nel quattro di coppia; Montemor-o-Velho 2010 nel quattro di coppia; Plovdiv 2011 nel due di coppia)
  - 1 bronzo (Brandeburgo 2016 nel quattro di coppia)